# Теребень (Бобриковский сельсовет)
Теребень (бел. Це́рабень) — деревня в Пинском районе Брестской области Беларуси. В составе Бобриковского сельсовета. Население — 148 человек.

## География
Расположена в 4 км от автодороги Ганцевичи — Логишин Р105 и в 62 км от города Пинск.

### Гидрография
Рядом река Бобрик.

## История
Деревня является давняя вотчиной Скирмунттов.
- Конец XIX века — поселение составляет 49 дворов. Местное население занимается земледелием и ремеслом, в производстве ободьев и саней в 1901 году занято 15 человек. Изготовляются телеги, земледельческий инвентарь, колеса для водяных мельниц.
- 1886 год — в Пинском уезде Доброславской волости Минской губернии, село бывшее владельческое, дворов 31, жителей 243, церковь православная, ветряная мельница[2].
- 1890 год — смерть Владислава Скирмунтта, имение распределено среди его наследников. Бо́льшая часть (Антомысль) отходит старшему сыну Владиславу Якубу и вместе с урочищем Возовня составляла 2276 десятин земли. Вторая часть (Гутка, впоследствии Теребень-Гутка, Теребень), достается среднему сыну Антону Станиславу
- 1909 год — в Пинском уезде Доброславской волости Минской губернии[2].
- После Первой мировой войны помещичьи угодья подверглись частичной парцелляции. Оба имения становятся собственностью Владислава Якуба Скирмунта
- 1930 год — у супруги Владислава земли откупает Каспер Скирмунтт, последний владелец
- 1944 год — фашисты уничтожили 89 домов, убили 13 жителей
- После 1945 года — церковь Св.-Введения, приписанная к Доброславскому приходу, разобрана, а из стройматериалов возведена хозпостройка в деревне Бобрик

## Население

### Численность
- 2019 год — 148 жителей

### Динамика
- 1886 год — 243 жителей, 31 двор (село)[2].
- 1909 год — 557 жителей, 61 двор (деревня)[2]
- 2009 год — 278 жителей (перепись населения)[2]
- 2019 год — 148 жителей (перепись населения)

## Достопримечательности

Колокольня

- Храм Введения во храм Пресвятой Богородицы
- Двухъярусная колокольня (1869 год) на кладбище
- Католические захоронения